# Marciano Saldías
Marciano Saldías Barba (Santa Cruz de la Sierra, 25 aprile 1966) è un ex calciatore boliviano, di ruolo difensore.

## Biografia
Nato da José Saldías e Augusta Barba, ha dodici fratelli; con tre di essi iniziò a giocare a calcio a Villa Pillín. Ha poi avuto due figli, Marciano Enrique e Luis Fernando.

## Caratteristiche tecniche
Difensore, giocava come laterale sinistro: era particolarmente dotato nella fase offensiva, grazie all'abilità nei tiri dalla lunga distanza e alla velocità negli inserimenti.

## Carriera

### Club
Iniziò a praticare il gioco del calcio nelle serie minori del torneo regionale di Santa Cruz, poste sotto l'egida della Asociación Cruceña de Fútbol. Insieme ai fratelli Celín, Marco e Pedro fece parte della rosa del 4 de Mayo dal 1981 al 1983: con tale formazione si mise in evidenza, ottenendo il trasferimento all'Oriente Petrolero, in massima serie nazionale. Con la squadra bianco-verde raggiunse buoni livelli, partecipando a quattro edizioni della Coppa Libertadores, vincendo un campionato (nel 1990) e arrivando alla convocazione in Nazionale. Nel 1993 lasciò brevemente la Bolivia per giocare in Paraguay con il Cerro Porteño di Asunción; tornò poi per integrare i ranghi del Destroyers. Tornato all'Oriente Petrolero, prese parte a due stagioni prima di lasciare la società per passare al The Strongest, con cui si ritirò nel 1997.

### Nazionale
Il 24 febbraio 1985 fece il suo esordio in Nazionale maggiore, e prese parte alle qualificazioni al campionato mondiale di calcio 1986. Nel 1987 venne incluso nella lista per la Copa América, ma non partì per l'Argentina, sede del torneo. Due anni dopo tornò a far parte della rosa per l'edizione 1989 della competizione: vi debuttò il 4 luglio, scendendo in campo a Goiânia contro l'Uruguay. Nella gara seguente (contro il Cile) fu rimpiazzato da Rimba, e tornò nell'undici iniziale nell'ultimo incontro con l'Argentina. Nel 1991 fu convocato per la Coppa America in Cile: esordì contro l'Uruguay a Valparaíso. Questa volta disputò tutte le gare della Bolivia, sempre da titolare. L'ultima sua esperienza in Nazionale la ebbe durante le qualificazioni al campionato mondiale di calcio 1994.

## Palmarès

### Club

#### Competizioni nazionali
- Campionato boliviano: 1

Oriente Petrolero: 1990